# كريس فيتالي
كريس فيتالي (بالإنجليزية: Chris Vitali)‏ هو عازف قيثارة أمريكي، ولد في 1974.